# 大統集團
大統集團是一間主要以臺灣南部高雄市為營運重心的百貨和量販業者，於1950年代由紡織品貿易商吳耀庭所創立，其旗下的大統百貨是台灣南部第一間大型百貨公司。除了經營自有品牌的百貨與量販店連鎖外，也曾經是美國量販業者好市多（COSTCO）在台灣的合資伙伴，自1997年起於台灣多個城市陸續開設據點。2022年6月好市多美國總公司收購所有股份。

## 沿革
集團始於吳耀庭於戰後初期，1957年時在高雄市鹽埕區創立的大新百貨，是當時南臺灣最大的百貨公司，同時也是全臺灣第一間安裝電動手扶梯的百貨公司。1975年，大統百貨於高雄市新興區，中山路與五福路交叉口處創立，是當時東南亞最大的百貨公司，也是全臺灣第一間安裝透明觀光電梯的百貨公司。
1984年，大立百貨於離大統百貨不遠的中華路與五福路交叉口創立，直到大統百貨於1995年燒毀時，大統─大立商圈是整個高雄市最繁榮的地方，也是高雄市公告地價最高的地方。但大立百貨因為與大統百貨的同質性過高而營運不如預期，於是集團於1991年與日本伊勢丹百貨合作，將大立百貨轉型為大立伊勢丹百貨，是南臺灣第一間日式百貨公司。
除了大統、大立這兩間大型百貨公司以外，集團也嘗試創立數間社區性的「大統快速」小型百貨和「大統超市」超級市場。
1997年，大統集團與美國好市多（Costco）會員制量販店合作，在高雄市前鎮區創立了臺灣第一間好市多。隨著與其他公司的合作，大統集團現在的事業版圖已經跨及了百貨、量販、家電、和餐飲業。

## 公司概況
大統集團為吳耀庭於戰後初期創立，原本在高雄市三鳳宮附近販賣日用雜貨，後來轉往鹽埕區租攤位賣毛線，頗有進帳。此後他買下店面經營「大新百貨行」、「大新絨線行」，亦即1957年創立台灣第一家「大型」百貨公司——「大新百貨公司」的前身。當年大新百貨裝設的「電動手扶梯」，吸引許多民眾爭相搭乘，成為熱鬧景點。
1975年，大統百貨在高雄市中山路、五福路口創立，此後該地點成為高雄市地價最高的地王。之後的40年，吳耀庭透過大統百貨的經營，掌握高雄市區內的商圈發展。
1985年，與大統百貨相距咫尺的大立百貨成立，五福路上的大統、大立商圈成形，當時大立百貨與大統百貨可以說是姐妹百貨公司。但是因為商品重複性太高，且營業額表現不如預期，所以1991年大統集團引進伊勢丹百貨，大立百貨也更名為大立伊勢丹，大統集團握有51%股權，而伊勢丹集團握有49%股權。2008年4月1日，日本伊勢丹與三越合資成立三越伊勢丹控股，大立伊勢丹因此於2008年3月31日結束與日方的合作，將名稱改回原本的大立百貨。
1995年10月29日，大統百貨在凌晨5點因為電線走火導致大火，並因火損過於嚴重而停業。之後因產權問題握有百貨公司經營權的家族成員對於是否重建或修建看法紛歧，迫使黃金地段的12層大樓荒置，僅作廣告出租空間使用。1998年高雄市長選舉期間，當時尋求連任的高雄市長吳敦義與大統集團董事長曾出來開記者會表示將拆除重建，但吳敦義尋求連任失敗後即無動作。直到2005年，大統集團為了解決大立伊勢丹停車塔改建為大立精品期間之停車問題，才正式將原本9層樓高的建築物拆除至4層，經營大統262商場及停車場，但因商場動線不佳導致經營不善，再度關閉。直到2010年2月，以南台灣最大的餐飲中心為號召，再度對外營業。 但後來只剩大立百貨獨撐。
大統集團亦曾開設中型超市（大統超市九如店、六合店、五甲店、大新店、和平店－後改建為大統百貨和平店、澄清店），大型超市（大統大賣場，後更名為大統超市澄清店），以及倉儲量販（大樂量販），並於1997年與美國的好市多合作，投資經營台灣的好市多連鎖量販店。但後來大樂購物中心只剩最原始的民族一路店，好市多股份也被美國總公司購回。

## 關係企業
- 百貨零售事業
  - 大新百貨股份有限公司
  - 大統百貨企業股份有限公司（大立分公司、五福店、和平店、鳳山店）
  - 大世界百貨開發股份有限公司
  - 大樂股份有限公司
- 好市多股份有限公司（2022年6月已為好市多美國總公司收購所有股份）
  - 宇啟國際實業股份有限公司
  - 威皇國際實業股份有限公司

- 觀光旅館事業
  - 大友育樂股份有限公司（大統立高爾夫球場）
  - 大統遊樂文化股份有限公司
  - 華王大飯店股份有限公司（2019年11月歇業）

- 電器買賣事業
  - 真光電器

- 餐飲食品事業
  - 統領食品工業股份有限公司
  - 大樂鐵板燒
  - 吳董自助火鍋超市
  - 吳董海產粥
  - 吳董海南雞飯
  - 酒吞鮨立食
  - 酒吞
  - 食懷鐵板料理

- 農牧畜產事業
  - 大統畜牧企業股份有限公司

- 營造建築事業
  - 統立建設股份有限公司

## 照片集

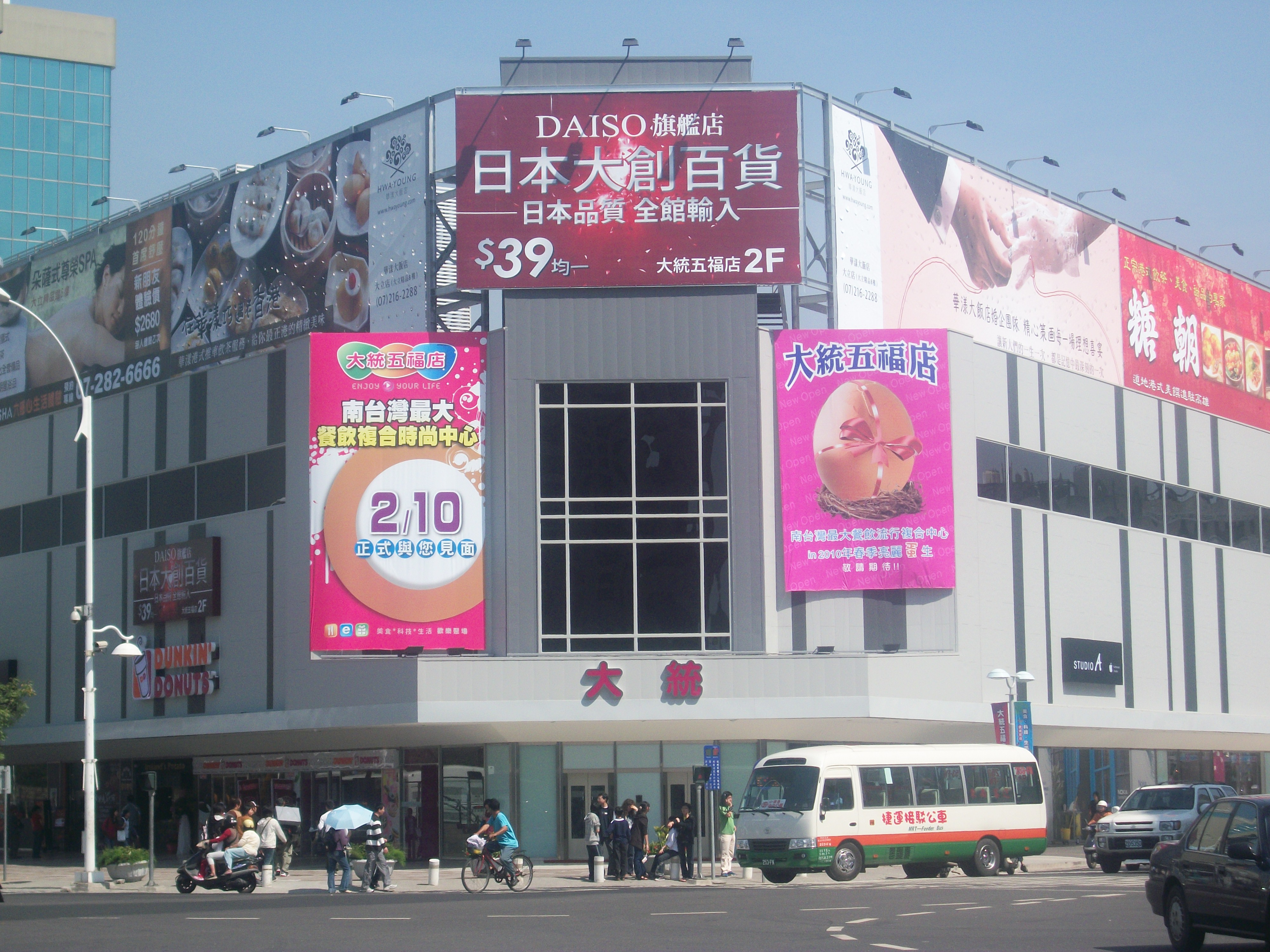
大統五福店
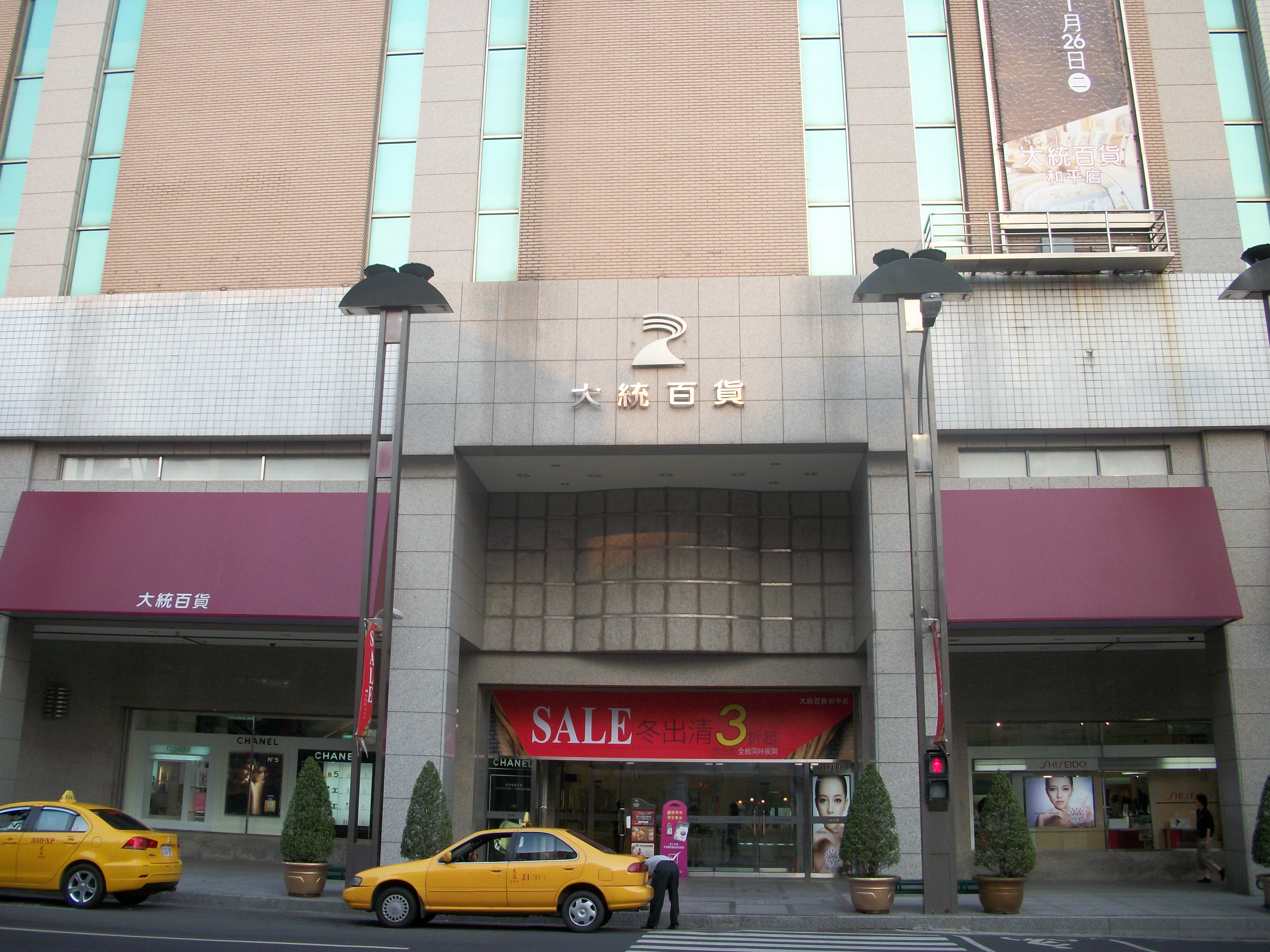
大統和平店
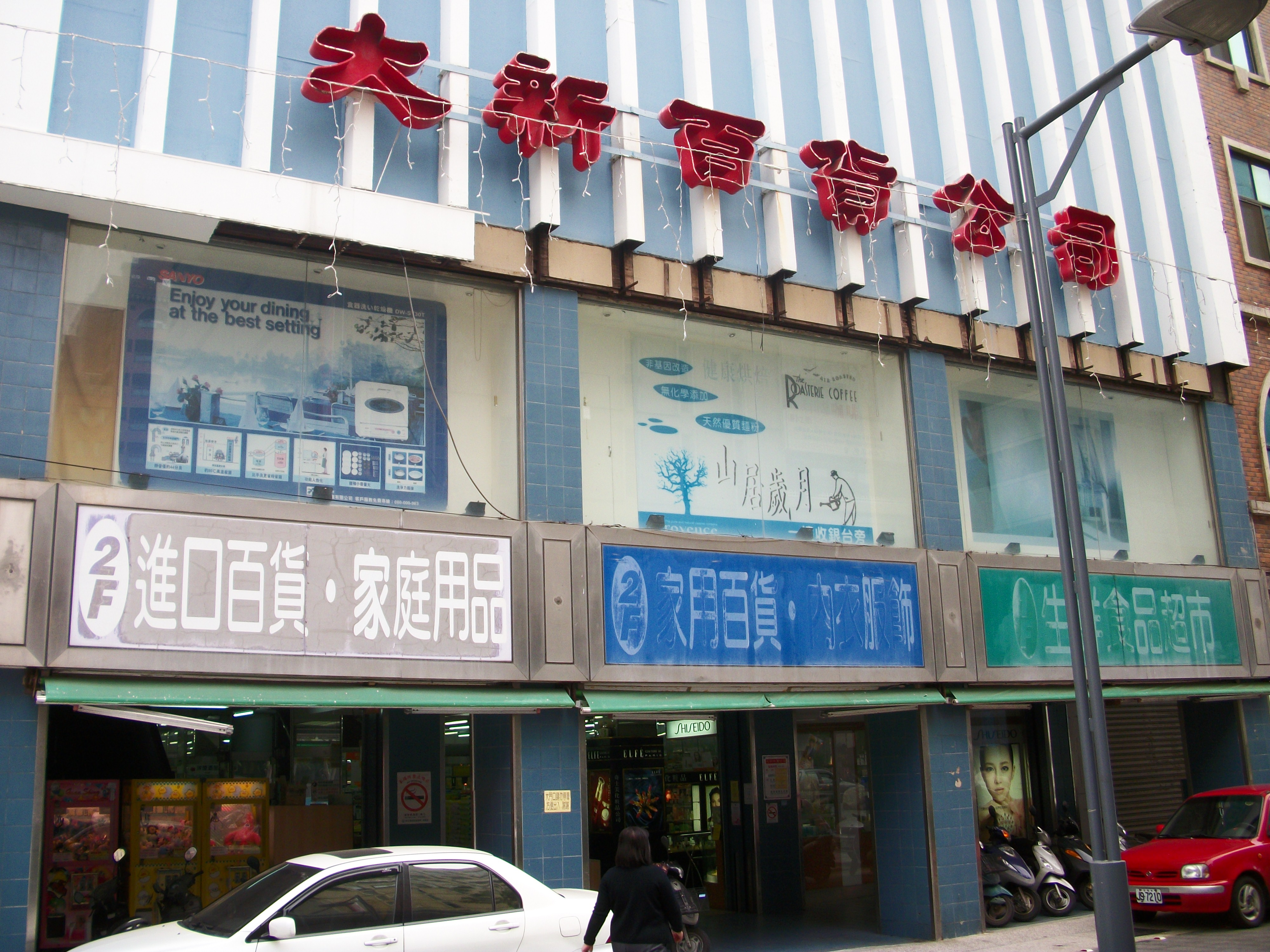
大新百貨
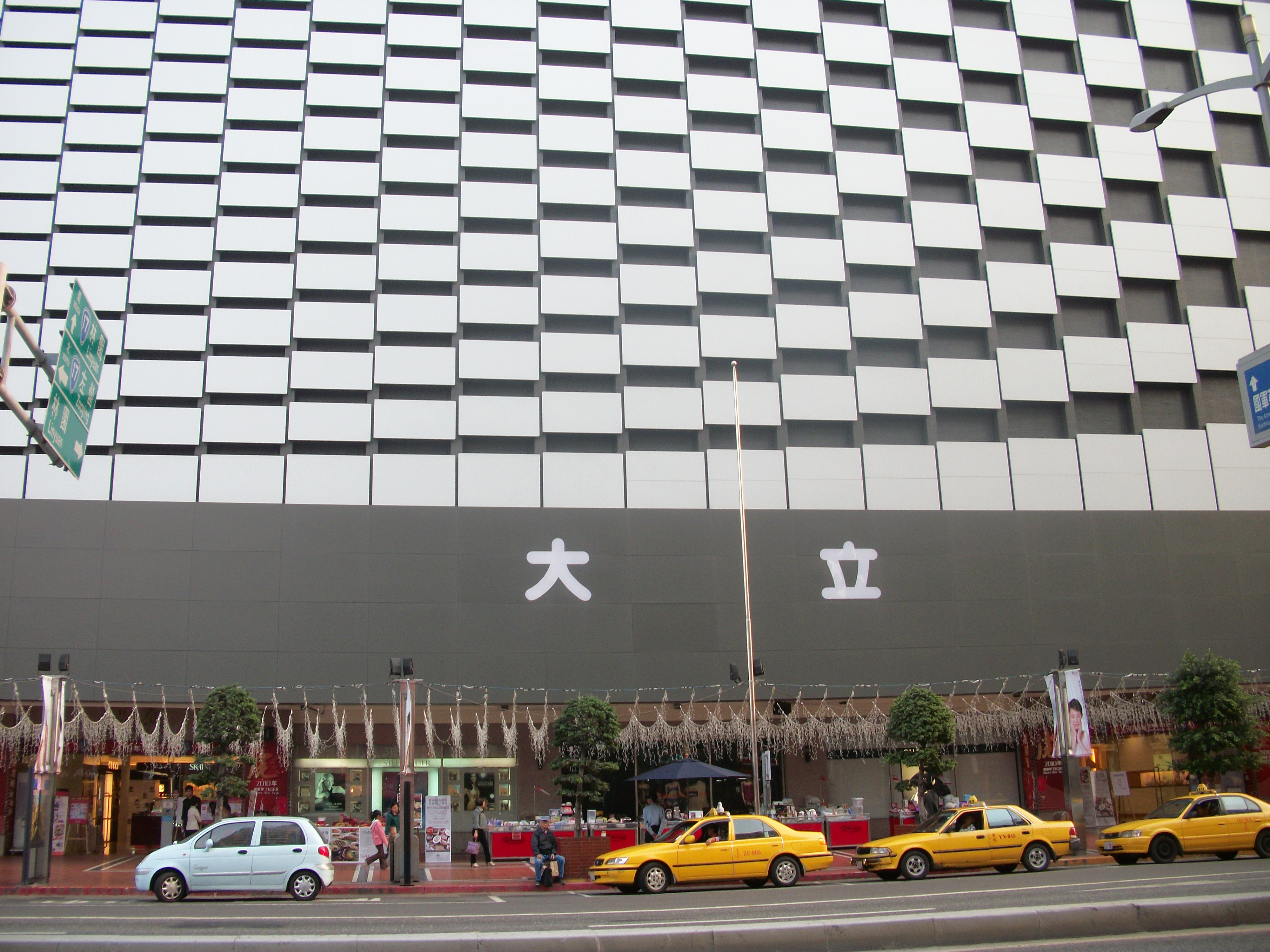
大立百貨
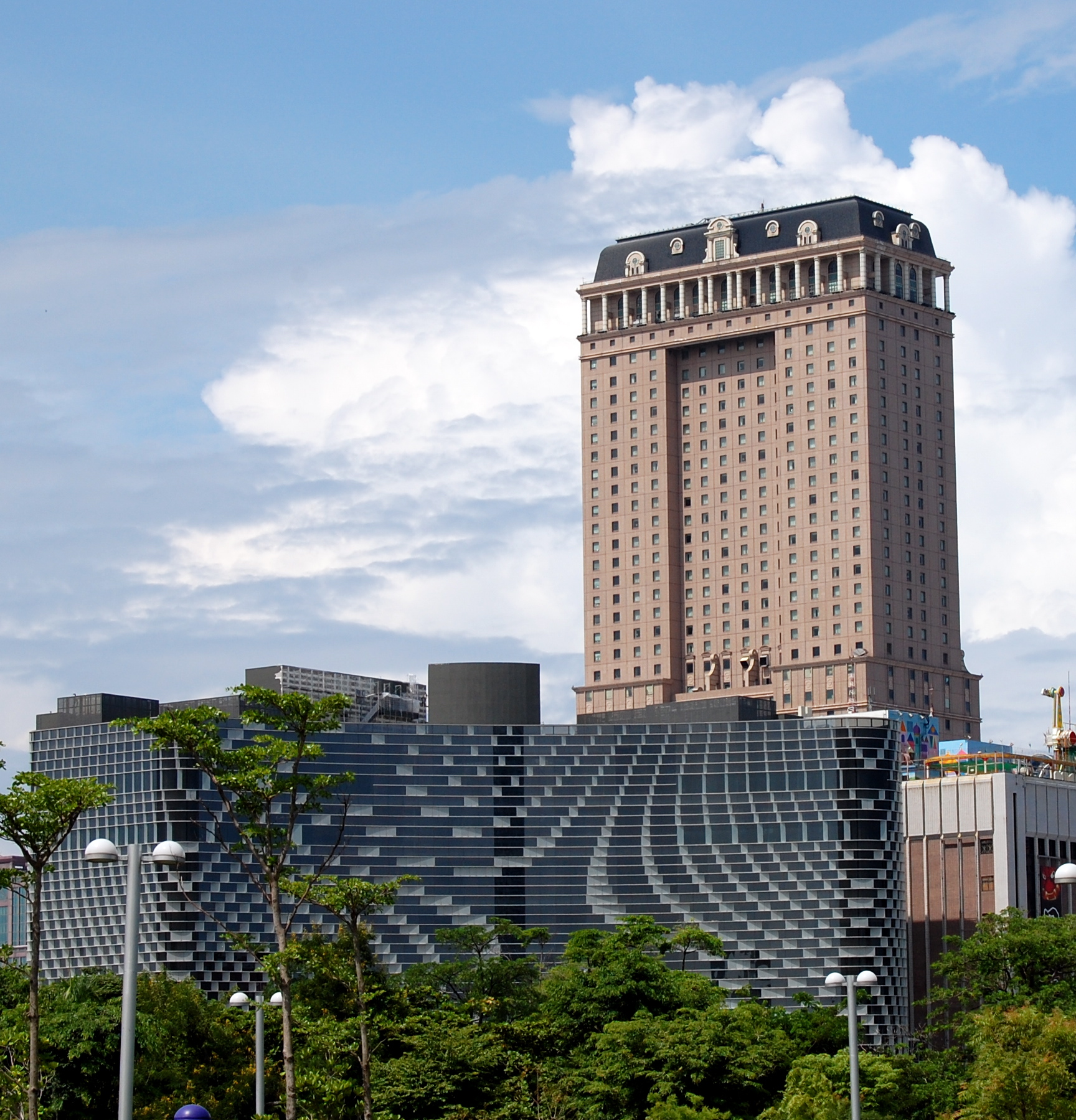
大立精品
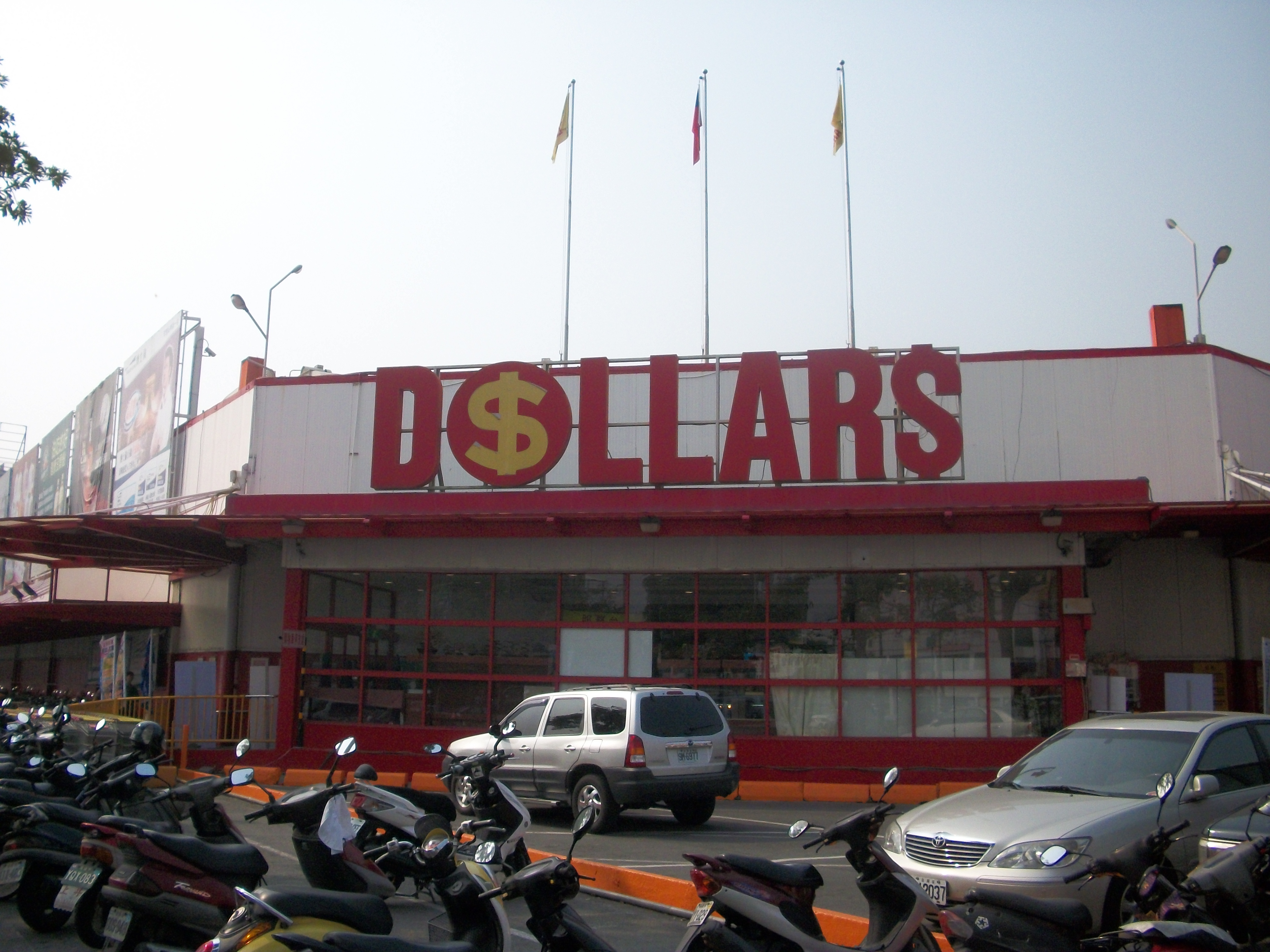
大樂民族店

## 外部連結
- （繁體中文）大統集團（页面存档备份，存于）